# Nyctemera reducta
Nyctemera reducta är en fjärilsart som beskrevs av W.Rothschild 1920. Nyctemera reducta ingår i släktet Nyctemera och familjen björnspinnare. Inga underarter finns listade i Catalogue of Life.